# Halfdan (vikingo)
Halfdan también Halfdan de Frisia y Halfdan de Haithabu, (c.775-810) fue un caudillo vikingo entre los daneses y el primer mercenario escandinavo que entró al servicio de los francos. Murió en el campo de batalla. Halfdan era hijo de Harald de Haithabu, segundo rey de Haithabu. Europaische Stammtafeln lo cita como tercer rey de Haithabu.

## Vida
La onomástica lo une a la realeza danesa a la vista que el nominativo Halfdan era bastante común en la familia real como se cita en los anales fuldenses del año 873.
Halfdan fue enviado por el rey Sigfred a la corte del emperador franco Carlomagno en 782, y así consta en los llamados Annales regni Francorum. El anónimo Poeta Saxo, que alabó a Carlomagno en unos versos épicos en latín medieval, mencionaba los elogios de Halfdan al emperador en el año 807.
| "Northmannorum dux, Alfdeni dictus, / Augusto magno sese comitante caterva, / Subdidit, atque fidem studuit firmare perennem". | "Un caudillo de los hombres del norte, llamado Halfdan, presentado al gran Emperador, acompañado por un anfitirión de otros y esforzado por mantener la Fe duradera". |

Aunque el anónimo Poeta Saxo escribió posteriormente a los hechos narrados -muy a finales de siglo IX-, su poema se basaba en fuentes fidedignas como los Annales regni Francorum y particularmente esta sección deriva de una fuente primaria. No existen menciones posteriores a 807 por lo que se supone que murió no mucho más tarde, posiblemente ya era anciano para entonces. Tampoco hay registro de la conversión de Halfdan al Cristianismo, ni obsequios de tierras o feudo conocido, pero su casi seguro hijo Hemming Halfdansson sí se convirtió y probablemente gobernó Frisia en el año 837, siendo posible que heredara las tierras frisonas de su padre.
Si la identificación de Hemming como hijo de Halfdan es correcta, entonces Halfdan era también padre de Anulo, Harald Klak y Ragnfrid, todos ellos -en un momento u otro- pretendientes y reyes de Dinamarca.